# Myrmarachne incerta
Myrmarachne incerta  (лат.) — вид аранеоморфных пауков из подсемейства Myrmarachninae семейства пауков-скакунов (Salticidae). Южная Азия: Индия.
Длина 7—8 мм. Внешне напоминает вид Myrmarachne plataleoides, но брюшко желтовато-белое.